# Lejanías (kommun)
Lejanías är en kommun i Colombia.   Den ligger i departementet Meta, i den centrala delen av landet, 120 km söder om huvudstaden Bogotá. Antalet invånare är 9 558.